# Mercat Municipal de Tortosa
El Mercat Municipal de Tortosa és un edifici comercial protegit com a bé cultural d'interès local.

## Descripció
És un edifici aïllat aixecat entre la plaça de la Pau, la rambla de Felip Pedrell, la plaça de Barcelona i l'avinguda de la Generalitat, amb orientació paral·lela a l'Ebre.

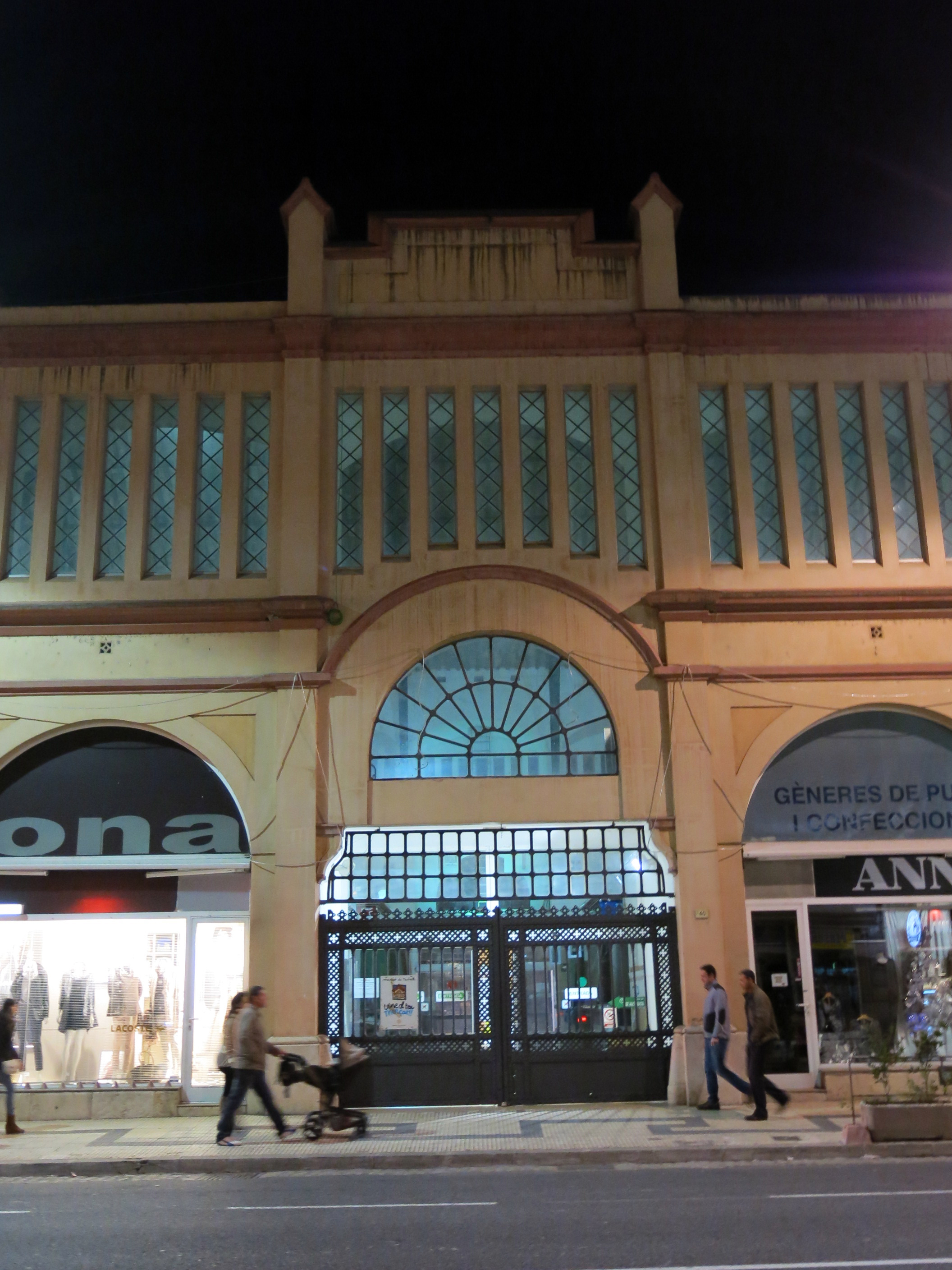
Detall central de la façana est que dona a l'avinguda de la Generalitat, on s'obre una de les quatre portes

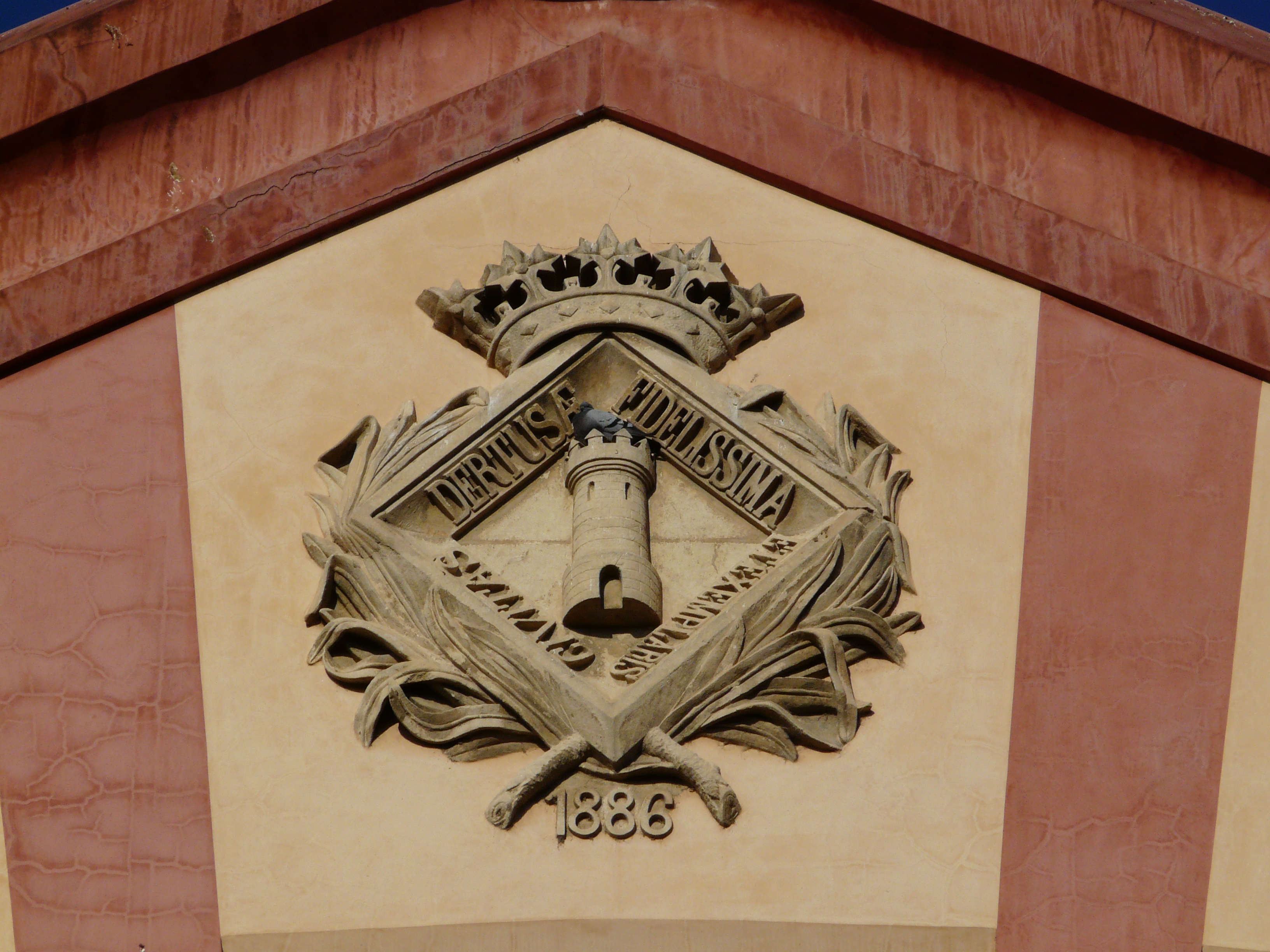
L'escut de Tortosa, esculpit dalt de les façanes principals

La planta és rectangular i d'una sola nau (84 m x 32 m), amb una porta oberta enmig de cadascuna de les quatre façanes. A l'espai central se situen tres fileres de parades, i als laterals, aprofitant l'espai entre els contraforts, també hi ha caselles de venda.
En l'alçat s'aprofiten els espais entre els contraforts per obrir-hi allargades finestres, que aprofiten també el semicercle de la porta a les dues façanes principals. La coberta es compon de 14 jàsseres armades de ferro laminat, amb forma parabòlica i 26 m de llum, sense cap tirant, que se sostenen sobre els contraforts, d'obra cuita i pedra. Del terra a la carena de la coberta, a dues aigües, hi ha 22 m. Els murs tenen una alçada de 12 m els laterals i 15,30 m els cantoners.
A l'exterior, les portes principals són de mig punt amb arquitrau i timpà, obert per finestres radials. El 1948 es realitzà la construcció de botigues adossades a la façana lateral est.
La decoració és senzilla i fou molt mutilada després de la Guerra Civil. Es juga amb el maó vist i estucat. Els contraforts es coronen amb merlets. Als arcs de les portes hi ha alternança de dovelles de color blanc i roig.
Les façanes principals, que són les situades al nord i al sud, estan presidides per un escut de la ciutat que porta la inscripció en llatí: CIVITAS DERTUSAE FIDELISSIMA ET EXEMPLARIS - 1886.

## Història

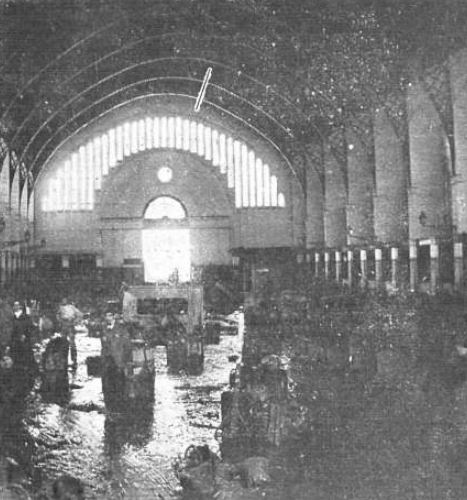
Interior de Mercat després de la riuada de 1907

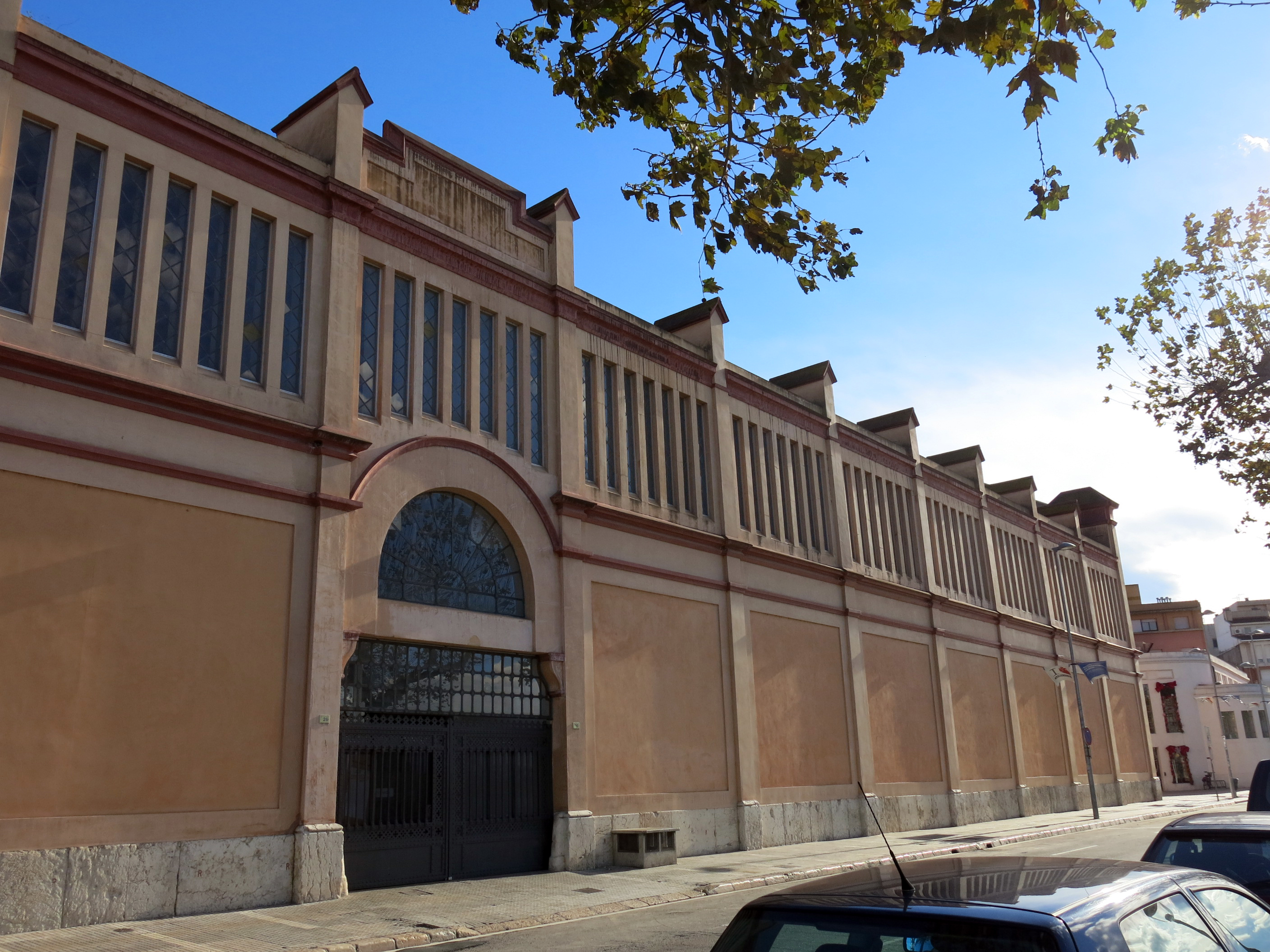
Façana oest, encarada a la rambla de Felip Pedrell i al riu

El 1877-1878, l'arquitecte municipal Joan Hervàs inicià el projecte del mercat, però el 1884 s'encarrega a Joan Abril, nou arquitecte municipal, que en revisa i modifica el projecte. Les obres s'adjudiquen al Banc de Tortosa, amb un pressupost de 175.000 pessetes. L'1 de setembre de 1887 l'obra és inaugurada i posada en funcionament. El Banc de Tortosa, a canvi de fer front a les despeses, gaudí de 19 anys d'explotació de l'edifici. L'estructura metàl·lica s'encarregà a Torras, Herrerías y Construcciones, S.A., dirigida per Joan Torras i Guardiola i està formada per 14 encavallades de ferro laminat i perfil parabòlic.
Per motius econòmics, molt elements del projecte inicial d'Abril no es van dur a terme. És el cas de la claraboia i el ventilador centrals que recorrien la carena, un passatge interior elevat per col·locar-hi més parades.
El 1941, la Dirección General de Regiones Devastadas comença la reconstrucció del mercat després de les destrosses de la Guerra Civil, i finalment el 1996 és rehabilitat per darrera vegada.